# Uruguay op de Olympische Zomerspelen 1972
Uruguay nam deel aan de Olympische Zomerspelen 1972 in München, West-Duitsland. Voor de tweede opeenvolgende keer werd geen medaille gewonnen.

## Deelnemers en resultaten per onderdeel

### Atletiek
Mannen, kogelslingeren
- Darwin Piñeyrúa

Vrouwen, 200 meter
- Josefa Vicent

Vrouwen, 400 meter
- Josefa Vicent

### Boksen
Mannen, tot 51 kg
- Jorge Acuña
  - Eerste ronde - verloor van Leo Rwabwogo (UGA), 0:5

### Roeien
Mannen twee-met-stuurman
- Pedro Ciapessoni, Jorge Buenahora en Daniel Jorge
  - Serie - 8:29.51
  - Herkansing - 8:52.42 (→ ging niet verder)

### Wielersport
Mannen individuele wegwedstrijd
- Elbio Tardaguila - 74e plaats
- Mario Mergaleff - niet gefinisht (→ niet geklasseerd)
- Alberto Rodríguez - niet gefinisht (→ niet geklasseerd)
- Jorge Jukich - niet gefinisht (→ niet geklasseerd)

Mannen 100 kilometer team tijdrit
- Jorge Jukich
- Lino Benech
- Alberto Rodríguez
- Elbio Tardáguila

### Zwemmen
Vrouwen 100m vrije stijl
- Susana Saxlund

Vrouwen, 100 meter rugslag
- Felicia Ospitaletche

Vrouwen, 200 meter rugslag
- Felicia Ospitaletche

Vrouwen, 100 meter vlinderslag
- Susana Saxlund

Vrouwen, 200 meter wisselslag
- Felicia Ospitaletche

Afghanistan · Albanië · Algerije · Amerikaanse Maagdeneilanden · Argentinië · Australië · Bahama's · Barbados · België · Bermuda · Birma · Bolivia · Bondsrepubliek Duitsland · Brazilië · Brits-Honduras · Bulgarije · Canada · Ceylon · Chili · Colombia · Congo-Brazzaville · Costa Rica · Cuba · Dahomey · Denemarken · Dominicaanse Republiek · Duitse Democratische Republiek · Ecuador · Egypte · El Salvador · Ethiopië · Fiji · Filipijnen · Finland · Frankrijk · Gabon · Ghana · Griekenland · Groot-Brittannië · Guatemala · Guyana · Haïti · Hongarije · Hongkong · Ierland · IJsland · India · Indonesië · Iran · Israël · Italië · Ivoorkust · Jamaica · Japan · Joegoslavië · Kameroen · Kenia · Khmerrepubliek · Koeweit · Lesotho · Libanon · Liberia · Liechtenstein · Luxemburg · Madagaskar · Malawi · Maleisië · Mali · Malta · Marokko · Mexico · Monaco · Mongolië · Nederland · Nederlandse Antillen · Nepal · Nicaragua · Nieuw-Zeeland · Niger · Nigeria · Noord-Korea · Noorwegen · Oeganda · Oostenrijk · Opper-Volta · Pakistan · Panama · Paraguay · Peru · Polen · Portugal · Puerto Rico · Roemenië · San Marino · Saoedi-Arabië · Senegal · Singapore · Soedan · Somalië · Sovjet-Unie · Spanje · Suriname · Swaziland · Syrië · Taiwan · Tanzania · Thailand · Togo · Trinidad en Tobago · Tsjaad · Tsjecho-Slowakije · Tunesië · Turkije · Uruguay · Venezuela · Verenigde Staten · Vietnam · Zambia · Zuid-Korea · Zweden · Zwitserland